# Salome Pażawa
Salome Pażawa (gruz. სალომე ფაჟავა; ur. 3 września 1997 w Moskwie) – gruzińska gimnastyczka artystyczna, olimpijka z Rio de Janeiro i Tokio, uczestniczka mistrzostw Europy i świata w gimnastyce artystycznej.

## Przebieg kariery
W 2013 wystartowała w rozgrywanych w Kijowie mistrzostwach świata – w żadnej z konkurencji nie zakwalifikowała się do finału, a w łącznej klasyfikacji uplasowała się na 20. pozycji. Rok później podczas mistrzostw świata w Izmirze, również występy we wszystkich konkurencjach zakończyła w fazie eliminacji (zajęła tym razem 13. pozycję w klasyfikacji końcowej). Natomiast na mistrzostwach Europy w gimnastyce artystycznej w Baku zajęła 9. pozycję w wieloboju. Była uczestniczką igrzysk europejskich w Baku, tam zdobyła brązowy medal w konkurencji wstążek. Brała udział w mistrzostwach globu w Stuttgarcie, na których m.in. zajęła 4. pozycję w klasyfikacji ogólnej.
Uczestniczyła w igrzyskach olimpijskich w Rio de Janeiro, gdzie w konkurencji wieloboju indywidualnego zajęła 14. pozycję z dorobkiem 69 115 punktów i odpadła w eliminacjach.
Na mistrzostwach świata w gimnastyce artystycznej w Pesaro zdołała awansować do finału i zająć 5. pozycję w konkurencji maczug, rok później w tejże konkurencji i też na mistrzostwach świata zajęła 7. pozycję. Na igrzyskach olimpijskich w Tokio swój występ też zakończyła w fazie eliminacji, w konkurencji wieloboju indywidualnego zajęła 17. pozycję z wynikiem 89 650 punktów.